# Marcin Zemła
Marcin Zemła (ur. 3 marca 1992) – polski lekkoatleta, średniodystansowiec.
7 września 2013 w Krakowie sztafeta Wawelu Kraków w składzie: Szymon Dębski, Marcin Zemła, Dawid Waloski i Adam Czerwiński ustanowiła pierwszy w historii rekord Polski w sztafecie 4 × 800 metrów – 7:48,41.

## Rekordy życiowe
- Bieg na 800 metrów – 1:55,50 (2013)